# Челла-Монте
Челла-Монте (італ. Cella Monte, п'єм. Sela) — муніципалітет в Італії, у регіоні П'ємонт,  провінція Алессандрія.
Челла-Монте розташована на відстані близько 480 км на північний захід від Рима, 65 км на схід від Турина, 22 км на північний захід від Алессандрії.
Населення — 502 особи (2014).
Щорічний фестиваль відбувається 16 липня. Покровитель — San Quirico e Santa Giulitta.

## Демографія
Населення за роками:

Станом на 1 січня 2023 року в муніципалітеті офіційно проживало 17 іноземців з 9 країн, серед них 7 громадян країн Євросоюзу та 3 громадяни України.

## Сусідні муніципалітети
- Фрассінелло-Монферрато
- Оттільйо
- Оццано-Монферрато
- Розіньяно-Монферрато
- Сала-Монферрато